# Hans Grob

Hans Grob (ca. 1950)

Hans Grob (* 28. Mai 1917 in Winterthur; † 10. Juni 2010 ebenda; heimatberechtigt in Dinhard) war ein Schweizer Bauingenieur. Er war von 1964 bis 1985 Professor für Strassen-, Untertage- und Eisenbahnbau sowie Felsmechanik an der ETH Zürich.

## Leben
Hans Grob war der Sohn des Primarlehrers Johannes Grob und der Frieda Bosshard, seine Brüder waren Kurt Grob und Heinz Grob (1929–2019). Im Jahr 1951 heiratete er Marianne Ritz, Tochter des Edwin Ritz, eines Hutfabrikanten.
Grob legte die Maturaprüfung am Realgymnasium der Kantonsschule in Winterthur ab. Von 1939 bis 1937 belegte er einen Lehramtskurs an der Universität Zürich und erwarb das Primarlehrerpatent. Anschliessend studierte er bis 1942 Bauingenieurwesen an der ETH Zürich. Von 1942 bis 1944 arbeitete Grob beim Eidgenössischen Wasserwirtschaftsamt und war dort mit der Bodensee-Rheinregulierung beschäftigt. Von 1944 bis 1947 und von 1952 bis 1964 war er im Projektierungsbüro der Locher & Cie Zürich im Kraftwerk-, Stollen- und Strassenbau tätig, unter anderem als Projektleiter der Glarner Walenseestrasse. Von 1947 bis 1952 arbeitete er am Bau von Wohn- und Fabrikbauten in Indien, Ceylon (heute Sri Lanka) und Pakistan für die Gebrüder Volkart AG.
Zum 1. Oktober 1964 wurde Grob zum ordentlichen Professor für Strassen-, Untertage- und Eisenbahnbau sowie Felsmechanik an der ETH Zürich gewählt. Von 1977 bis 1981 amtierte er als deren Rektor. Grob war Leiter des Instituts für Strassen-, Eisenbahn- und Felsbau. Schwerpunkt seiner Arbeit im Bereich Strassenbau war die Konstruktion von Fahrbahnen, dazu im Bereich Tunnel- und Stollenbau die Sprengtechnik, Belüftung und Gewölbestatik. Ab 1965 setzte er sich für einen Gotthardbasistunnel für die Bahn ein. Von 1974 bis 1987 wirkte er beim Aufbau einer Ingenieurfakultät der Universität Dar es Salaam und bei der Errichtung kleiner Spitalkraftwerke in Tansania mit. Im April 1985 folgte der Übertritt in den Ruhestand.